# 娥清
娥清（?—?），《晉書》又做鵝青，代人，北魏軍事人物。少時累著戰功，曾為平東將軍，但最後因征討北燕馮弘失利，被貶為門卒，於家中過世。
娥清之子娥延，又稱娥後延，官拜散騎常侍、安南將軍、雍州刺史，賜爵南平公。

## 戰績

### 北魏明元帝時期：
宜城王奚斤攻虎牢時，曾與蠕蠕人閭大肥領十二軍出中道，略地高平、金鄉，東至泰山。
泰常二年（西元417年），榆山丁零翟蜀等部通劉裕，欲討北魏明元帝拓跋嗣，因此明元帝遣娥清、長孫道生、叔孫建、阿薄干等人屯於河北備戰。但娥清等人不敵劉裕，退回有司徒長孫嵩駐軍的畔城，娥清在河曲被打敗，裨將阿薄干被斬。 後來劉裕遣朱超石、劉榮祖等人渡河，戰於畔城。朱超石遁還，而其將領楊豐被抓。娥清因此獲封給事黃門侍郎。 同年，明元帝令司徒長孫嵩派娥清、周幾與叔孫建等人討西山丁零翟蜀、洛支等，娥清等人滅其餘黨，使北魏又能收取該處的租稅。
明元帝南巡時經鄴城，命娥清為中領軍將軍，與宋兵將軍周幾等人，略地至湖陸，但殺害與俘虜眾多平民，因略地有功，被賜爵須昌侯，後與周幾鎮於枋頭。

### 北魏太武帝時期:
北魏太武帝拓跋燾即位時，娥清從枋頭回到北魏京師—平城，為代理征南將軍，獲爵位東平公。當蠕蠕與大檀遷居漠南時，始光二年（西元425年），與平陽王長孫翰共討之，大獲而還，升為宗正。 始光四年（西元427年），參與北魏太武帝攻打赫連昌的戰事，當赫連昌之弟—平原公赫連定與宜城王—司空奚斤在長安相戰時，娥清率五千騎助其奪下長安。太武帝順利攻下統萬，留常山王素與執金吾桓貸鎮於統萬。後來娥清又與奚斤一同追赫連昌至安定，至安頡捉住赫連昌，此時赫連定西走，餘眾改立赫連定為主。娥清欲沿水路追擊，但奚斤不從，結果與兩人皆在平涼馬髦嶺被赫連定抓住，直到太武帝於神䴥三年（西元430年）攻破平涼後才獲救。
延和三年（西元434年），娥清奉太武帝之命討並州山胡人白龍於西河，斬白龍之父與其將帥，並屠其城，娥清升為平東將軍。
太延二年（西元436年），娥清與安西將軍古弼奉北魏太武帝之命，前往討伐燕王馮弘，當時馮弘向高麗求救，高麗派其大將葛蔓盧迎馮弘。 但由於娥清不急戰，使馮弘有機會逃至高麗，為此，娥清被檻車押送、究責，並被貶為門卒，最後於家中過世。

### 其他
有娥清善綏撫的記載，北魏明元帝時遷散居三州，造成民害的徒河民至平城，而能使徙者如歸。

## 延伸阅读
[在维基数据编辑]
 《魏書/卷30》，出自魏收《魏书》
 《北史·卷025》，出自李延壽《北史》